# Comuna de Osiek Jasielski
Osiek Jasielski (polaco: Gmina Osiek Jasielski) é uma gminy (comuna) na Polónia, na voivodia de Subcarpácia e no condado de Jasielski. A sede do condado é a cidade de Osiek Jasielski.
De acordo com os censos de 2004, a comuna tem 5321 habitantes, com uma densidade 88 hab/km².

## Área
Estende-se por uma área de 60,47 km², incluindo:
- área agricola: 61%
- área florestal: 28%

## Demografia
Dados de 30 de Junho 2004:
|                      | Total   | Total | Mulheres | Mulheres | Homens  | Homens |
| -------------------- | ------- | ----- | -------- | -------- | ------- | ------ |
|                      | pessoas | %     | pessoas  | %        | pessoas | %      |
| População            | 5321    | 100   | 2677     | 50,3     | 2644    | 49,7   |
| Densidade (pop./km²) | 88      | 100   | 44,3     | 44,3     | 43,7    | 43,7   |

De acordo com dados de 2002, o rendimento médio per capita ascendia a 1196,99 zł.

## Subdivisões
- Czekaj, Mrukowa, Osiek Jasielski, Pielgrzymka, Samoklęski, Świerchowa, Załęże, Zawadka Osiecka.

## Comunas vizinhas
- Dębowiec, Krempna, Nowy Żmigród, Sękowa